# La nàusea
|  | Aquest article tracta sobre el llibre de Sartre. Si cerqueu sobre la sensació de malestar, vegeu «Nàusea». |

La nàusea (títol original francès: La Nausée) fou la primera novel·la del filòsof existencialista Jean-Paul Sartre, la qual va ser publicada l'any 1938 i escrita mentre era professor al lyceé de Le Havre.
La novel·la transcorre en un poble similar i inspirat en Le Havre i narra la història d'un historiador, que esdevé convençut que els objectes inanimats i altres situacions envaeixen l'habilitat de definir-se a ell mateix, en la seva llibertat intel·lectual i espiritual, evocant al protagonista una sensació de nàusea.
És considerada una de les obres canòniques de l'existencialisme. Sartre va ser guardonat, però finalment va refusar, el premi Nobel de Literatura l'any 1964. La Fundació Nobel el va reconèixer "per la seva obra que, rica en idees i d'esperit de llibertat i la recerca de la veritat, ha exercit una gran influència en el nostre temps". Sartre va ser un dels pocs que va refusar el Premi Nobel, referint-se a aquest com una mera institució burgesa.
La novel·la va ser traduïda al català l'any 1966 per Ramon Xuriguera i publicada per l'editorial Proa.

## Resum de l'argument
Escrit en forma de diari, segueix la vida d'Antoine Roquentin que, retornat d'anys de viatge, s'instal·la a la francesa ciutat portuària de ficció de Bouville per acabar la seva investigació sobre la vida d'una figura política del segle xviii. No obstant això, durant l'hivern de 1932, una "malaltia dolça", com ell anomena la nàusea, cada vegada afecta gairebé tot el que fa o li agrada: el seu projecte de recerca, la companyia d'un autodidacte que està llegint tots els llibres a la biblioteca local en ordre alfabètic, una relació física amb la propietària d'un cafè, anomenada Françoise, els seus records d'Anny, una noia anglesa que va estimar, fins i tot les seves pròpies mans i la bellesa de la natura.
Amb el temps, el seu disgust envers l'existència el força a una quasi bogeria i odi a si mateix; encarna les teories de Sartre sobre angoixa existencial, i busca ansiosament el sentit de totes les coses que havien omplert la seva vida fins a aquest moment. Però, al final, arriba a una revelació sobre la naturalesa del seu ésser. Antoine s'enfronta a la naturalesa provisional i limitada de l'existència mateixa.
En la seva resolució, al final del llibre, accepta la indiferència del món físic a les aspiracions de l'ésser humà. És capaç de veure la realització no sols com un lament, sinó també com una oportunitat. La gent és lliure de fer-se el seu propi significat: una llibertat que és també una responsabilitat, perquè sense aquest compromís no hi haurà cap significat.

## Personatges
- Antoine Roquentin: el protagonista de la novel·la, és un aventurer retirat que ha estat vivint a Bouville durant tres anys. Antoine no es manté en contacte amb la família, i no té amics. És un home solitari i, en el fons, sovint li agrada escoltar les converses d'altres persones i examinar les seves accions. Encara que, de vegades, admet intentar de trobar algun tipus de consol en la presència dels altres, també mostra signes d'avorriment i falta d'interès en la interacció amb la gent. La seva relació amb Françoise és sobretot d'higiene en la natura, els dos amb prou feines intercanvien paraules i, quan conviden l'home autodidacte a menjar, només està d'acord per escriure en el seu diari més endavant això: "Jo tenia tan gran desig de menjar amb ell, que vaig haver de penjar-me. "Ell pot tenir el luxe de no treballar, però passa molt del seu temps escrivint un llibre sobre un polític francès del segle xviii. Antoine no pensa massa bé de si mateix: "Els rostres dels altres tenen algun sentit, alguna direcció. No la meva. Ni tan sols puc decidir si és guapo o lleig. Crec que és lleig perquè és això el que m'han dit...". Quan comença a patir la sensació de la nàusea, sent la necessitat de parlar amb Anny, però quan finalment ho fa, no nota cap diferència en la seva condició. Amb el temps, comença a pensar que ni tan sols existeix: "La meva existència m'estava començant a causar certa preocupació. Era jo un mer producte de la imaginació?"

- Anny: és una dona anglesa que va ser una vegada l'estimada d'Antoine. Després de trobar-se, Anny deixa en clar que ella ha canviat considerablement i vol continuar amb la seva vida. Antoine s'aferra al passat, amb l'esperança que ella vulgui redefinir la seva relació, però en definitiva és rebutjat per ella.

- P. Ogier: en general es refereix a ell com l'autodidacte. És un conegut d'Antoine, que és empleat d'un agent judicial que viu per a la recerca del coneixement i l'amor de la humanitat. Molt disciplinat, ha passat centenars d'hores de lectura a la biblioteca local. Sovint parla amb Roquentin i li confia que ell és un socialista. Al final de la novel·la, es veu atrapat instigant un adolescent a la biblioteca i li és prohibida l'entrada a la biblioteca.

### Gènere literari i estil

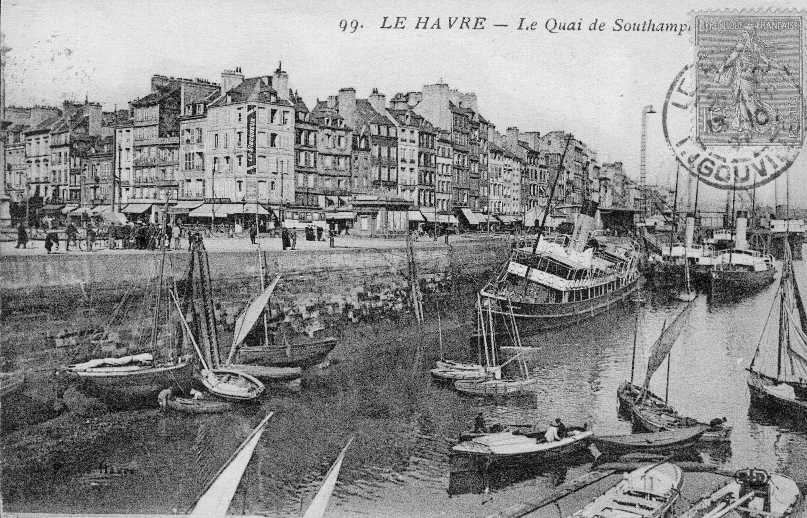
Le Havre: quai de Southampton en la dècada del 1920

Com moltes altres novel·les modernistes, La nàusea és una "ciutat novel·la", encapsulant experiència dins la ciutat. És amplament assumit que Bouville en la novel·la és un retrat fictici de Le Havre, on Sartre va viure i on va donar classes en la dècada de 1930, que va ser quan també la va escriure.
El crític William V. Spanos va usar la novel·la de Sartre com un exemple de "capacitat negativa", una presentació de la incertesa i el temor de l'existència humana, tan forta que la imaginació no pot comprendre.
The Cambridge Companion to the French Novel situa La nàusea en una tradició d'activisme francès: "A continuació d'André Malraux, Jean-Paul Sartre, Simone de Beauvoir, i Albert Camus entre d'altres, eren capaços d'utilitzar l'escriptura de les novel·les com una poderosa eina d'exploració ideològica." Tot i que novel·listes com Sartre afirmen estar en rebel·lió contra la novel·la francesa del segle xix, "de fet, li deuen molt, tant per la promoció dels humils com pels aspectes ambigus o de poètica."
En la seva obra Què és la literatura?, Sartre escrivia: «D'una banda, l'objecte literari no té cap substància excepte la subjectivitat del lector... Però, d'altra banda, les paraules són allà com trampes per provocar les nostres sensacions i reflectir-les cap a nosaltres... Així, l'escriptor atreu la llibertat del lector de col·laborar en la producció del treball.»
La novel·la és un model de consecució formal intricat sobre molta ficció del segle xviii, que es presentava com un "diari descobert entre els papers de...".
Hayden Carruth es preguntava si no hi ha capes desconegudes d'ironia i humor per sota la serietat de La nàusea: «Sartre, per a tot el seu fàstic angoixat, pot jugar al pallasso també, i ha fet això prou sovint: una classe de ximplet al jutjat metafísic.»